# Виборчий округ 165
Виборчий округ 165 — виборчий округ в Тернопільській області. В сучасному вигляді був утворений 28 квітня 2012 постановою ЦВК №82 (до цього моменту існувала інша система виборчих округів). Окружна виборча комісія цього округу розташовується в приміщенні міського кінотеатру за адресою м. Зборів, вул. Богдана Хмельницького, 58.
До складу округу входять місто Бережани, частина міста Тернопіль (мікрорайон Кутківці і все, що на північний захід від нього), а також Бережанський, Зборівський, Козівський, Підгаєцький, Тернопільський райони, частина Кременецького району (все що на південь від міста Почаїв). Виборчий округ 165 межує з округом 123 на північному заході, з округом 119 на півночі, з округом 164 на північному сході і на сході, з округом 166 на південному сході і на півдні, з округом 84 і округом 85 на південному заході та має всередині округ 163 у вигляді ексклаву. Виборчий округ №165 складається з виборчих дільниць під номерами 610001-610046, 610048-610053, 610404-610492, 610494-610543, 610553, 610588-610590, 610593-610595, 610605-610606, 610608, 610611-610612, 610781-610813, 610893-610958, 611092-611095, 611182 та 611188.

## Народні депутати від округу
| Ім'я                       | Фото | Партія               | Скликання | Дата набуття повноважень | Дата припинення повноважень |
| -------------------------- | ---- | -------------------- | --------- | ------------------------ | --------------------------- |
| Бойко Володимир Богданович |      | Батьківщина          | 7-ме      | 12 грудня 2012           | 27 листопада 2014           |
| Юрик Тарас Зіновійович     |      | Блок Петра Порошенка | 8-ме      | 27 листопада 2014        | 29 серпня 2019              |
| Чайківський Іван Адамович  |      | самовисуванець       | 9-те      | 29 серпня 2019           |                             |

## Результати виборів

### Парламентські

#### 2019
Кандидати-мажоритарники:
- Чайківський Іван Адамович (самовисування)
- Юрик Тарас Зіновійович (Європейська Солідарність)
- Кісілевич Володимир Володимирович (Слуга народу)
- Мартюк Василь Іванович (Голос)
- Репела Петро Йосипович (Батьківщина)
- Мисик Володимир Святославович (Свобода)
- Чудик Арсен Ігорович (Радикальна партія)
- Горба Віталій Вячеславович (самовисування)
- Саранчук Богдан Володимирович (самовисування)
- Черник Микола Євгенович (Опозиційний блок)
- Шидлюх Людмила Василівна (Патріот)

#### 2014
Кандидати-мажоритарники:
- Юрик Тарас Зіновійович (Блок Петра Порошенка)
- Репела Петро Йосипович (Батьківщина)
- Захарків Олег Мирославович (самовисування)
- Чайківський Ігор Іванович (самовисування)
- Чудик Арсен Ігорович (Радикальна партія)
- Ткач Володимир Михайлович (Конгрес українських націоналістів)
- Колодка Нестор Михайлович (самовисування)
- Кулик Руслан Васильович (Собор)
- Олійник Сергій Михайлович (самовисування)
- Степанова Олена Вікторівна (самовисування)
- Черник Микола Євгенович (самовисування)

#### 2012
Кандидати-мажоритарники:
- Бойко Володимир Богданович (Батьківщина)
- Чайківський Іван Адамович (самовисування)
- Петровський Володимир Михайлович (УДАР)
- Болєщук Володимир Михайлович (Українська народна партія)
- Бойко Володимир Іванович (самовисування)
- Вихрущ Анатолій Володимирович (самовисування)
- Ткач Володимир Михайлович (Конгрес українських націоналістів)
- Баранов Костянтин Володимирович (Партія регіонів)
- Шевчук Олексій Панасович (Народна партія)
- Шевченко Лілія Антонівна (Комуністична партія України)

## Явка
Явка виборців на окрузі: